# Amauromyza boliviensis
Amauromyza boliviensis är en tvåvingeart som beskrevs av Mitsuhiro Sasakawa 1992. Amauromyza boliviensis ingår i släktet Amauromyza och familjen minerarflugor.
Artens utbredningsområde är Bolivia. Inga underarter finns listade i Catalogue of Life.